# MÁV M43 sorozat
A MÁV M43 sorozat (iparvasutaknál A29) a MÁV részére szállított, nem villamosított pályákra szánt közepes terhelhetőségű dízel-hidraulikus mozdony sorozat. Beceneve „Kis-Dacia/Dácsia” (nagy Dácsia: MÁV M47 sorozat). Új pályaszáma: 438. Az 1974 és 1979 között Romániában gyártott mozdonyokat az ezredfordulót követően jelentősen leselejtezték, 2010-ben pedig a vonali szolgálatról el is tűntek. A megmaradtak közül néhány példányt felújítottak, több pedig fűtőházi tartalékmozdonyként van nyilvántartva. Napjainkban (2020-as évek) már csak elvétve találkozni velük.

## Története
A MÁV Romániától rendelt 2 fajta tolató- és mellékvonali mozdonyt, egy erősebbet, a nehezebb tolató és közepes mellékvonali teherforgalom számára, és egy gyengébbet a közepes tolató és könnyű mellékvonali teherforgalom ellátására. Az erősebbik az M47, a gyengébbik az M43-es sorozatszámot kapta.
A gyártónál LDH45 típusjelet kapott mozdonytípust német és osztrák gyártók egyszerű és jól bevált szerkezeti elemeinek licencgyártással előállított elemeiből konstruálta. A licencben gyártott elemek minőségével azonban számos probléma fordult elő főleg az üzembe állítást követően. Ezeket legfőképpen a hanyag megmunkálásra és összeszerelésre lehetett visszavezetni. Így például az elektropneumatikus szelepeknél a gyártás és a szerelés során el nem távolított szennyeződések miatt vezérlési hibák, üzemképtelenségek fordultak elő. Gyakori volt a motorok kenőolajának gázolajjal történő felhígulása, a gázolaj-tápszivattyú megszorulása, ennek következtében az ezt hajtó villanymotor leégése, a gázolajtartályokban és különféle vezetékekben talált fémforgács és festékdarabok szintén egyértelmű gyártási hibára utaltak. A hanyag szerelés miatt gyakoriak voltak az olaj-, gázolaj- és hűtővízfolyások. Szintén igen gyakori volt a hidrosztatika tömlők és az ékszíjak elszakadása, melyek szintén szolgálatképtelenséget okozhattak. A motorok különféle tömítései idő előtt mentek tönkre.
A túlerőltetés következtében a típusnál több esetben fordult elő súlyos motorsérülés. A vezetőfülkét a hajtómű magas zajszintje miatt utólag hangszigetelni kellett.

## Felépítése

### Dízelmotor
Az LDH45 típusba egy 450 LE (331 kW) teljesítményű Maybach-Mercedes licenc alapján gyártott, MB 836 Bb típusú, hathengeres álló hengerelrendezésű, feltöltött, előkamrás motort építettek be. A 29900 cm3-es, 175 mm furatú és 205 mm löketű motor névleges fordulatszáma 1450 min−1. A motort egy, a brassói Hidromecanica által gyártott BBC-licenc VTR 200 típusú turbó tölti.

### Erőátvitel
A motorhoz egy szintén a Hidromecanica által gyártott TH 1-A típusú (az M31-esekben is alkalmazott Voith L 26/St/V típus licence alapján készült) két egyforma, egymástól mechanikusan elhangolt nyomatékmódosítóból álló hidrodinamikus hajtómű csatlakozik, ehhez pedig egy 2 R 16 típusú mechanikus, az irányváltóval egybeépített tolató-vonali fokozatváltó hajtómű csatlakozik. Ennek kihajtó tengelye a belső kerékpárok 2 A 250 típusú kétlépcsős (elosztó) tengelyhajtóműveket, azok pedig szintén kardánokkal a külső kerékpárok 1 A 250 típusú egylépcsős tengelyhajtóműveit hajtják.

### Segédüzemek
A dízelmotorról ékszíjjal hajtott GI 03/17.05 típusú segédüzemi generátor névleges teljesítménye 5,6–7 kW, feszültsége 20,6–23,7 V. Az 1 C-501 típusú légsűrítőt szintén ékszíj hajtja meg. A hűtőventilátor hidrosztikus hajtású, melynek szivattyúját ugyancsak ékszíjjal hajtja a dízelmotor.

## Üzemeltetők Magyarországon
- MÁV → M43 1001–1163,[3] M43 1201-1202
- GYSEV → M43 2501–2503 (később: MÁV M43 1164–1166)

## Iparvasúti használat
A magyar iparvasútakon legkevesebb 37 db M43-as szolgált A29 néven, ezek egy részét mára már törölték az állományból.
- MOL → A29 (4 db)
- Dunaferr → A29 (6 db)
- Egyéb iparvállalatok → A29 néven több példány

## Üzemeltetők Európában
- Románia[5]
  - Societatea Națională Căile Ferate Române (CFR) → LDH45-001– (később 86-0001–)
  - Uzuc Ploiesti → LDH45-023
  - Mechel Campia Turzii → LDH45-037, 86-0055-3, LDH45-343
  - Constantin Grup → 86-0041-3
  - Rompetrol → 86-0056-1
  - Tehnorail Brasov → LDH45-119
  - CARB Brasov → LDH45-151
  - COMAT Focsani → LDH45-164
  - HF Wiebe → LDH45-165
  - Parajdi Sóbánya (Salina Praid) → LDH45-251
  - COMAT Iasi → LDH45-374
  - Logistics Center Romania (LCR) → LDH45-071
- Ausztria
  - Steiermärkische Landesbahnen (StLB) → LDH45-051
- Svájc
  - Lok Service Burkhardt AG (LSB) (Solvay Chemie Schweiz) → Em 847 901

## A sorozat jövője
A járműveket folyamatosan selejtezi a MÁV. Alig maradt már üzemképes példány. Jelenleg Békéscsabán, Szolnokon, Székesfehérváron, Ferencvárosban, Dombóváron, Szombathelyen, Miskolcon, Celldömölkön és Hatvanban vannak ilyen mozdonyok. A vonalakon ritkán fordulnak elő, szinte csak tolatásra használják őket.
Vonali szolgálatról 2010 decemberében vonták ki a típust. Utoljára a Kisterenye–Kál-Kápolna-vasútvonalon használták. Azóta csak fűtőházi tartalékként tartanak belőle néhány darabot Magyarországon.
Az M43 1001 visszakapta eredeti, zöld színét. A mozdony a MÁV Nosztalgia tulajdona.

## Mozdonylista
- Szombathely: 438 201, 438 202 (remot példányok)
- Celldömölk: 438 081
- Hatvan: 438 117, 438 137, 438 029
- Magyar Vasúttörténeti Park: M43 1001

## Érdekességek
- Az M43 1033 pályaszámú mozdony szerepel Dobray György A Mi Ügyünk, avagy az utolsó hazai maffia hiteles története című filmvígjátékban, az elrablásra szánt értékes vasúti szerelvény élére sorolva.
- 1991-ben az 1107 pályaszámú mozdony szerepelt a Bikini együttes Részegen ki visz majd haza című dalának videóklipjében.

## Galéria
- M43 1026 Bátaszéken (1998)
- M43 1107 Diósjenőn (1996)
- M43 1004 Szombathelyen (1994)
- M43 1072 Rudabányán (1996)
- M43 1081 Marconkánál egy tehervonat élén (2009)